# Ptilineurus
Ptilineurus is een monotypisch geslacht van kevers uit de familie van de klopkevers (Anobiidae).

## Soort
- Ptilineurus marmoratus Reitter, 1877